# Hedtjärnen (Söderbärke socken, Dalarna)
Hedtjärnen är en sjö i Smedjebackens kommun i Dalarna och ingår i Norrströms huvudavrinningsområde.